# 松興駅
松興駅（ソンフンえき、朝鮮語: 송흥역）は、朝鮮民主主義人民共和国咸鏡南道新興郡にある駅で、新興線に属する。 

## 隣の駅
新興線
松下駅 - 松興駅 - 赴戦嶺駅